# 버지니아 리 코빈

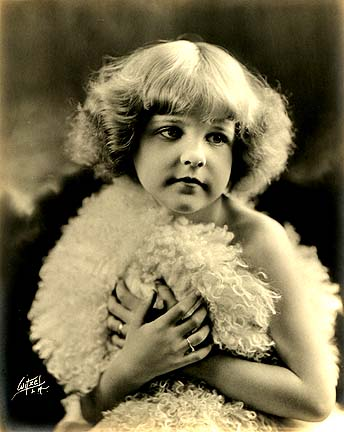

버지니아 리 코빈(Virginia Lee Corbin, 1910년 12월 5일 ~ 1942년 6월 4일)는 미국의 배우, 영화배우이다.
프레스콧에서 태어났으며 시카고에서 사망하였다. 사인은 결핵이다.

## 영화
- 풋라이츠 앤 풀스 (1929년)
- 노 플레이스 투 고 (1927년)
- 핸즈 업! (1926년)
- 인톨러런스 (1916년)